# ديفيد تومبسون
ديفيد أنتوني تومبسون (بالإنجليزية: David Thompson)، من مواليد 12 سبتمبر 1977 في بيركنهيد في إنجلترا، لاعب كرة قدم إنجليزي.
بدأ مسيرته الكروية مع نادي ليفربول في عام 1996، ولعب معهم حتى عام 2000، وشارك معهم في 48 مباراة وسجل 5 أهداف، وفي موسم 1997/1998 أعير إلى نادي سويندون تاون، ولعب معهم 10 مباريات، وفي عام 2000 انتقل إلى نادي كوفنتري سيتي، ولعب معهم حتى عام 2002، وشارك معهم في 66 مباراة وسجل 15 هدف، وفي عام 2002 انتقل إلى نادي بلاكبيرن روفرز، ولعب معهم حتى عام 2006، وشارك معهم في 64 مباراة وسجل 5 أهداف، وفي عام 2006 انتقل إلى نادي ويغان أثلتك، ولعب معهم 10 مباريات وسجل هدفين، وفي عام 2006 انتقل إلى نادي بورتسموث، ولعب معهم 12 مباراة، ومنذ عام 2007 وهو يلعب مع نادي بولتون واندررز.

## روابط خارجية
- ديفيد تومبسون على موقع الاتحاد الأوربي (الإنجليزية)
- ديفيد تومبسون على موقع قاعدة بيانات كرة القدم.إي يو (الإنجليزية)
- ديفيد تومبسون على موقع Soccerbase.com (لاعب) (الإنجليزية)
- ديفيد تومبسون على موقع عالم كرة القدم.نت (الإنجليزية)
- صفحة اللاعب على بي بي سي نسخة محفوظة 7 نوفمبر 2012 على موقع واي باك مشين.